# Kissár
Kissár falu Romániában, Szatmár megyében.

## Fekvése
Szatmár megyében, Lázáritól északra, Sándorhomoktól délre fekvő település.

## Története
Kissár (Sár) már az Árpád-kor-ban is lakott hely volt. Nevét az oklevelek 1332-ben említik először Saar néven. ekkor már egyházas hely volt.
1588-ban neve Pusztasár alakban tűnik fel újra.
Sár ősi birtokosa volt a Sári család, mely mellett egyes részeire 1449-ben Szepesi Péter és István kapnak királyi adományt.
1486-ban a Károlyi család tagjait iktatják be a birtok jogába.
1493-ban a Szepessy család szerez itt újabb birtokrészeket, Csernavoday Egyed pedig zálogba adja Kissáron levő részeit, Matucsinay Miklósnak.
1651-ben a Kállay lányok és Csalay László kapnak új adományt az egész településre.
A 18. század végén a Járdánházi Kováts család birtoka lett, s az övék maradt egészen a 19. század közepéig.
A 20. század elején nagyobb birtokosa a Berenczei és Járdánházi Kováts Jenő és Sándor.

## Nevezetességek
- Görögkatolikus templom